# Чеховичи
Чеховичи (пол. Czechowicz, бел. Чаховічы) — баронский и дворянский род.
Шляхетский род герба Остоя, владельцы ус. Богданов, Гоголевщина, Маковцы, Крошаны, Бесяды, Трусевичи.
Согласно инвентарям 1697, 1742 и 1776 роду принадлежала усадьба в деревне Богданово (Воложинский район, Минская область).
После смерти Виктора Чеховича перешла по наследству к его сыну Казимиру (ум. в 1834). После смерти вдовы Казимира усадьбу продали с молотка адвокату Фердинанду Рущицу (1786—1848) герба Лис, женатому на Анне из Чеховичей.
В 1741 г. род Чеховичей получил имение Мацковцы (Поставский район, Витебская область). Имение было секвестровано властями после ареста Зыгмунта Чеховича за участие в восстании 1863—1864 гг. Продано за долги в 1875 вместе с имением Крошаны. В деревне на месте бывшей усадьбы сохранилась нетипичная планировка и искусственные пруды.
В конце XIX ст. Мечислав Чехович получил по наследству от отца Зыгмунта фольварок Трусовичи (Логойский район, Минская область).
В 1905 году в имении Камаи (Чеховича) насчитывалось 63 жителя (28 мужчин; 33 женщины).

## Представители рода
- Чехович (в монашестве Константин; 1847—1915) — украинский церковный и общественный деятель, грекокатолический епископ Перемышля, Польша.
- Чехович, Агата Климентьевна (Макарова; 1919—1993) — советская актриса театра и кино, Народная артистка СССР.
- Чехович, Анджей — офицер разведки ПНР, с 1966 по 1971 г. работавший на радиостанции «Свободная Европа».
- Чехович, Георгий Владимирович (1891—1964) — советский военный инженер и шашечный композитор.
- Чехович Густав (1837 — после 1871) — поручик русской армии, командир повстанческого отряда в 1863—1864 гг. в Свенцянском уезде.
- Чехович, Зыгмунт (1831—1907) — один из руководителей восстания 1863—1864 в Северо-Западном крае.
- Чехович, Константин Александрович (1919—1997) — советский партизан, участник Великой Отечественной войны.
- Чехович Леон (1837— после 1913) — инженер-подпоручик русской армии, участник восстания 1863—1864 гг. в Свенцянском уезде.
- Чехович, Мечислав (1930—1991) — польский актёр.
- Чехович, Ольга Дмитриевна (род. 1912) — советский востоковед.
- Чехович, Шимон (1689—1775) — польский художник.
- Чехович, Юзеф (1903—1939) — польский поэт.